# Das Floß der Medusa (Roman)
Das Floß der Medusa ist ein 2017 erschienener Roman des österreichischen Schriftstellers Franzobel. Er handelt von der Havarie der Fregatte Méduse am 2. Juli 1816 vor der westafrikanischen Küste. Der Roman wurde 2017 mit dem Bayerischen Buchpreis ausgezeichnet.

## Figuren (Auswahl)
Die Figuren bilden ein komplexes Gefüge. Dabei liegt der Fokus der Erzählung besonders auf den Passagieren des Schiffs. Da ist die Besatzung des Schiffs: der Hierarchie nach bestehend aus dem Kapitän Hugues Duroy de Chaumareys, der ein Neffe Louis Guillouets ist, seinem Freund Antoine Richefort, den Offizieren Joseph Reynaud, Espiaux und Lapeyrère. Protagonist unter den Matrosen ist Hosea Thomas, der eine brüderliche Allianz mit dem Schiffsjungen Viktor Aisen bildet, dessen größte Gegenspieler der Smutje und sein bösartiger Küchenjunge Jerome Clutterbucket sind.
Unter den Gästen befinden sich der zukünftige Gouverneur des Senegal Julien-Désiré Schmaltz mit seiner Frau Reine und der Tochter Arétée. Außerdem die zwei Schiffsärzte Jean Baptiste Henri Savigny und Bertoni. Der Bergbauingenieur Alexandre Corréard ist im Auftrag der Kolonialgesellschaft an Bord. Die mehrköpfige Familie eines Notars aus Rochefort ist auf dem Weg in den Senegal, um dort von den Kolonialgeschäften zu profitieren. Die Familie besteht aus Charles Picard mit seiner zweiten Frau Adelaïde, deren drei Kindern Laura, Charles und Gustavus, aus zwei erwachsenen Töchtern aus erster Ehe, Charlotte und Caroline, und aus dem verwaisten fünfjährigen Neffen Alphonse Fleury.
Weitere Figuren sind Jean Griffon du Bellay, der Missionar Jean-Pierre Maiwetter, der Jude Menachim Kimmelblatt, der Asiate Tscha-Tscha, der Forscher Adolphe Kummer und eine dunkelhäutige Marketenderin namens Marie-Zaïde.
Zur Staffage gehören die zwei Schweine Blücher und Madame Pompadour sowie eine Guillotine, die Luise genannt wird.

## Inhalt
Der Roman beginnt mit einer Vorausblende und setzt im dritten Kapitel mit der Erzählung um die Medusa im Hafen von Rochefort-sur-Mer ein. Der Aufbruch steht unter guten Vorzeichen: Das Wetter ist schön, die Vorbereitungen für die Reise Richtung Mauretanien sind im Gang. Die Brigg Argus, das Proviantschiff Loire, die Korvette Echo und die Medusa werden feierlich vom Bischof getauft.
Der Kapitän ist ein prätentiöser Royalist: Er ist ängstlich, nervös und überfordert. Von Beginn an behagt ihm sein eigenes Kommando nicht. Die Offiziere sind Bonapartisten und dem Kapitän gegenüber misstrauisch. Der Leser erfährt, dass der Adlatus des Kapitäns, genannt Toni, die eigentliche Triebfeder zur Übernahme des Kommandos war. Toni wird als Royalist, jovialer Schwärmer vorgestellt und als Hochstapler entlarvt. Der Schiffsarzt sortiert ein letztes Mal seine Medikamente, Anhänger der alten Ordnung sortieren ihre Orden, die Notarsfamilie Picard manövriert ihre Kinder auf das Schiff. Die Reisenden und die Besatzung verabschieden sich von den am Pier wartenden Angehörigen und das Schiff legt ab und segelt über die Charente in den Atlantik.
Nach dem Auslaufen konkretisiert sich die Atmosphäre in ersten Dialogen unter den Passagieren. So lernt sich das ungleiche Paar, Hosea Thomas mit seinem Papageien William Shakespeare und Viktor, kennen. Die Gestalt Hoseas wird verglichen mit derjenigen Arnold Schwarzeneggers, während Viktor, Sohn eines Richters, des klassischen Bildungskanons überdrüssig und auf der Suche nach Abenteuern, eher dem jungen Rimbaud ähnele.
Im Kapitel Die Eingeweide der Medusa wird Viktor mit der rauen Schikane, der physischen Gewalt des Kochs, der Arbeit und dem Aberglauben der Besatzung konfrontiert. Die Zeichen des Unheils sind eng an das Verhalten des Hochstaplers Richefort geknüpft. Er hat einen Hang zu unangemessenen Komplimenten und Machtdemonstrationen. Als Viktor Porzellan aus seinen von der Arbeit geschundenen Händen fällt, will Richefort ihn bestrafen lassen. Viktor entgeht der Prügelstrafe nur durch die Intervention des Arztes Savigny. Doch auch Savignys Charakter ist ambivalent. So wird Viktor misstrauisch angesichts dessen Routiniertheit beim Sezieren von Leichen.
Die Willkür des Kapitäns und seines schlechten Beraters trifft später einen wohl unschuldigen mährischen Soldaten namens Prust, dessen Bestrafung als Exempel für die anderen Soldaten dienen soll. Nach vierzig Schlägen ohne Unterlass kann der Arzt nur noch seinen Tod feststellen, auch die grotesk wirkenden Reanimierungsversuche sind vergeblich. Ein weiteres Opfer der unmenschlichen Zustände ist der Schiffsjunge O’Hooley, der durch den Stoß des Kombüsenjungen über Bord geht und trotz eingehender Erörterung an Bord nicht gerettet wird.
Als dann die Medusa auf die Arguin-Sandbank aufläuft, ist die Katastrophe vorbereitet. Um das Schiff wieder mobil zu machen, bespricht die Besatzung das Ent- und Umladen des Schiffsinventars. Die Figuren interagieren in Ungewissheit über ihr Schicksal und die Ordnung gerät ins Wanken. Als dann die Entscheidung getroffen wird, ein Floß zu bauen, damit sich das Schiff ohne Ladung wieder hebe, wird auch das Zurücklassen der Medusa konkret. Der designierte Gouverneur Schmaltz spricht aus, was vorher schon angedeutet wurde: Es gibt zu wenige Rettungsboote für alle Passagiere. Das Floß wird in kurzer Zeit aus Teilen der Medusa gebaut. Der Kapitän verlässt das Schiff, es kommt allgemeine Panik auf. Als schließlich die in einer Kiste verpackte Guillotine von Bord geschoben wird und im Meer versinkt, gerät Schmaltz außer sich. Seine der Etikette verpflichtete Frau echauffiert sich über den Verlust ihrer Kleider. Anders reagiert die Familie Picard. Die im Verlauf der Erzählung ewig zankenden Eltern rücken in der Extremsituation zusammen.
Als die Passagiere auf die Rettungsboote verteilt sind, ist der Plan, das Floß mit den übrigen 150 Personen hinterherzuziehen. Doch aus Unglück, Missgeschick oder Absicht löst sich die Leine, sodass die ersten drei Boote freikommen. Allein das Gouverneursboot ist jetzt noch mit dem Floß verbunden und der Gouverneur befiehlt, die Leinen abzutrennen. Hier entwickelt sich ein Konflikt zwischen dem Gouverneur und dem ihm widersprechenden Kapitän. Schließlich siegt Angst vor Nächstenliebe. Während das nun autarke Gouverneursboot von einem Begleitschiff der Medusa gefunden wird, treibt das Floß auf offenem Meer und die Vorräte sind aufgebraucht. 13 Tage nachdem das Floß verlassen wurde, können noch 15 Überlebende gerettet werden. In Saint-Louis sterben weitere Floßinsassen an ihrer Entkräftung. Der Roman endet mit der Gewissheit, dass keiner der Beteiligten die Ereignisse ohne Schaden übersteht.

## Kritik
Der Roman wurde in kurzer Zeit vielfach rezensiert, beispielsweise von Alexander Košenina für die Frankfurter Allgemeine Zeitung. Košenina bezeichnet Franzobels Roman als ein „mit unbändiger Fabulierlust“ entworfenes, provozierendes Gemälde. Für den Leser bedeute das eine kurzweilige Lektüre, denn er sei selbst in eine unentrinnbare „künstliche Seenot“ versetzt: „Nicht nur das unaufhörliche Trommelfeuer schockierender, grässlicher, monströser Szenen ist dafür verantwortlich, sondern der ständige Wechsel der Standpunkte zwischen Erzählerstimme, erlebender oder direkter Figurenrede, Traumsequenzen, orakelnden Rachegeistern oder Bewusstseinsströmen und überindividuellen Aperçus.“
Tilman Krause schätzt die Fähigkeit Franzobels: „Die Chuzpe eines Nachgeborenen, sich einen Topos der europäischen Unheilserfahrung in so großer Unbefangenheit erzählerisch anzueignen. Oder die schöpferische Wucht, mit der hier alle Register gezogen werden, Gräuel drastisch, aber auch auf grimmige Weise komisch, in allen körperlichen Details unumwunden, aber dann auch wieder voll rationaler Nachvollziehbarkeit darzustellen.“ Gleichzeitig verfalle Franzobel nicht der „Effekthascherei eines ins Literarische umgebogenen Splattermovies“.
Carsten Otte verortet den Roman in das Gesamtwerk des Autors: „In Franzobels Roman wird die Schiffskatastrophe nun als wilde Orgie der Dummheit und des Unmenschlichen erzählt. Offenbar hat der trübe Stoff den richtigen Autor gefunden. Franzobel, der bürgerlich Franz Stefan Griebl heißt, ist ein fleißiger, vielseitiger und streitbarer Autor. Er schreibt derbe Satiren auf sein Heimatland, veröffentlicht wüste Trashkrimis, provoziert mit Theaterstücken, parodiert erotische Literatur, versteht sich bei allem schrägen und angriffslustigen Humor dennoch und vor allem als Humanist, und diese Haltung versteckt die Erzählstimme auch in diesem 600-Seiten-Roman keineswegs.“ Maximilian Huschke äußert sich zum schroffen und überaus expliziten sprachlichen Stil Franzobels.
Mareike Ilseman bezeichnet den Roman als konfrontatives „Meisterwerk“ und weist in ihrer Rezension auf Nähe zu filmischen Mitteln hin, derer sich der Autor narrativ bedient: „Das erzählende Auge gleitet wie eine Kamera über die feuchten Schiffsplanken, folgt vor allem einem Sympathieträger, dem Schiffsjungen Victor, in die Eingeweide der „Medusa“.“

## Ausgaben
- Das Floß der Medusa, Roman. Paul Zsolnay Verlag, Wien 2017, ISBN 978-3-552-05816-3.
- Übersetzung ins Französische: À ce point de folie. D’après l’histoire du naufrage de La Méduse. Traduit de l’allemand (Autriche) par Olivier Mannoni, Flammarion, Paris 2018, ISBN 978-2081429406.